# Amerotyphlops
Amerotyphlops – rodzaj węży z podrodziny Typhlopinae w rodzinie ślepuchowatych (Typhlopidae).

## Zasięg występowania
Rodzaj obejmuje gatunki występujące w Ameryce Centralnej (Meksyk, Belize, Gwatemala, Honduras, Nikaragua i Kostaryka), na Antylach (Saint Vincent i Grenadyny, Grenada oraz Trynidad i Tobago) i w Ameryce Południowej (Kolumbia, Wenezuela, Gujana, Surinam, Gujana Francuska, Brazylia, Ekwador, Peru, Boliwia, Paragwaj i Argentyna).

## Systematyka

### Etymologia
Amerotyphlops: nowołac. Americanus „amerykański, z Ameryki”; gr. τυφλωψ tuphlōps, τυφλωπος tuphlōpos „ślepy wąż”.

### Podział systematyczny
Takson wyodrębniony z rodzaju Typhlops. Do rodzaju należą następujące gatunki:
- Amerotyphlops amoipira (Rodrigues & Juncá, 2002)
- Amerotyphlops arenensis Graboski, Pereira-Filho, Silva, Costa Prudente & Zaher, 2015
- Amerotyphlops brongersmianus (Vanzolini, 1976)
- Amerotyphlops caetanoi Graboski, Arredondo, Grazziotin, Guerra-Fuentes, Silva, Prudente, Pinto, Rodrigues, Bonatto & Zaher, 2022
- Amerotyphlops costaricensis (Jiménez & Savage, 1963)
- Amerotyphlops illusorium Graboski, Arredondo, Grazziotin, Guerra-Fuentes, Silva, Prudente, Pinto, Rodrigues, Bonatto & Zaher, 2022
- Amerotyphlops lehneri (Roux, 1926)
- Amerotyphlops martis Graboski, Arredondo, Grazziotin, Guerra-Fuentes, Silva, Prudente, Pinto, Rodrigues, Bonatto & Zaher, 2022
- Amerotyphlops microstomus (Cope, 1866)
- Amerotyphlops minuisquamus (Dixon & Hendricks, 1979)
- Amerotyphlops montanum Graboski, Arredondo, Grazziotin, Guerra-Fuentes, Silva, Prudente, Pinto, Rodrigues, Bonatto & Zaher, 2022
- Amerotyphlops paucisquamus (Dixon & Hendricks, 1979)
- Amerotyphlops reticulatus (Linnaeus, 1758)
- Amerotyphlops stadelmani (Schmidt, 1936)
- Amerotyphlops tasymicris (Thomas, 1974)
- Amerotyphlops tenuis (Salvin, 1860)
- Amerotyphlops trinitatus (Richmond, 1965)
- Amerotyphlops tycherus (Townsend, Wilson, Ketzler & Luque-Montes, 2008)
- Amerotyphlops yonenagae (Rodrigues, 1991)